# Cowes
Cowes (manchmal auch West Cowes) ist eine kleine Hafenstadt an der Nordküste der Insel Isle of Wight mit etwa 10.405 Einwohnern und damit der drittgrößte Ort der Insel. Cowes ist der Fährhafen für alle Verbindungen zum englischen Festland. Über den Solent nach Southampton verkehrt eine Hochgeschwindigkeitsfähre (Katamaran).
Bekannt ist der Ort vor allem durch die seit 1826 jährlich im August stattfindende Segelregatta Cowes Week mit rund 20.000 Besuchern. Sie wurde von der altehrwürdigen Royal Yacht Squadron (RYS) initiiert, die ein Clubhouse im Cowes Castle unterhält. In der großen Marina hat der Royal Ocean Racing Club (RORC), der seit 1957 alle zwei Jahre den Admiral’s Cup mit dem Fastnet Race ausrichtet, ein Clubhaus.

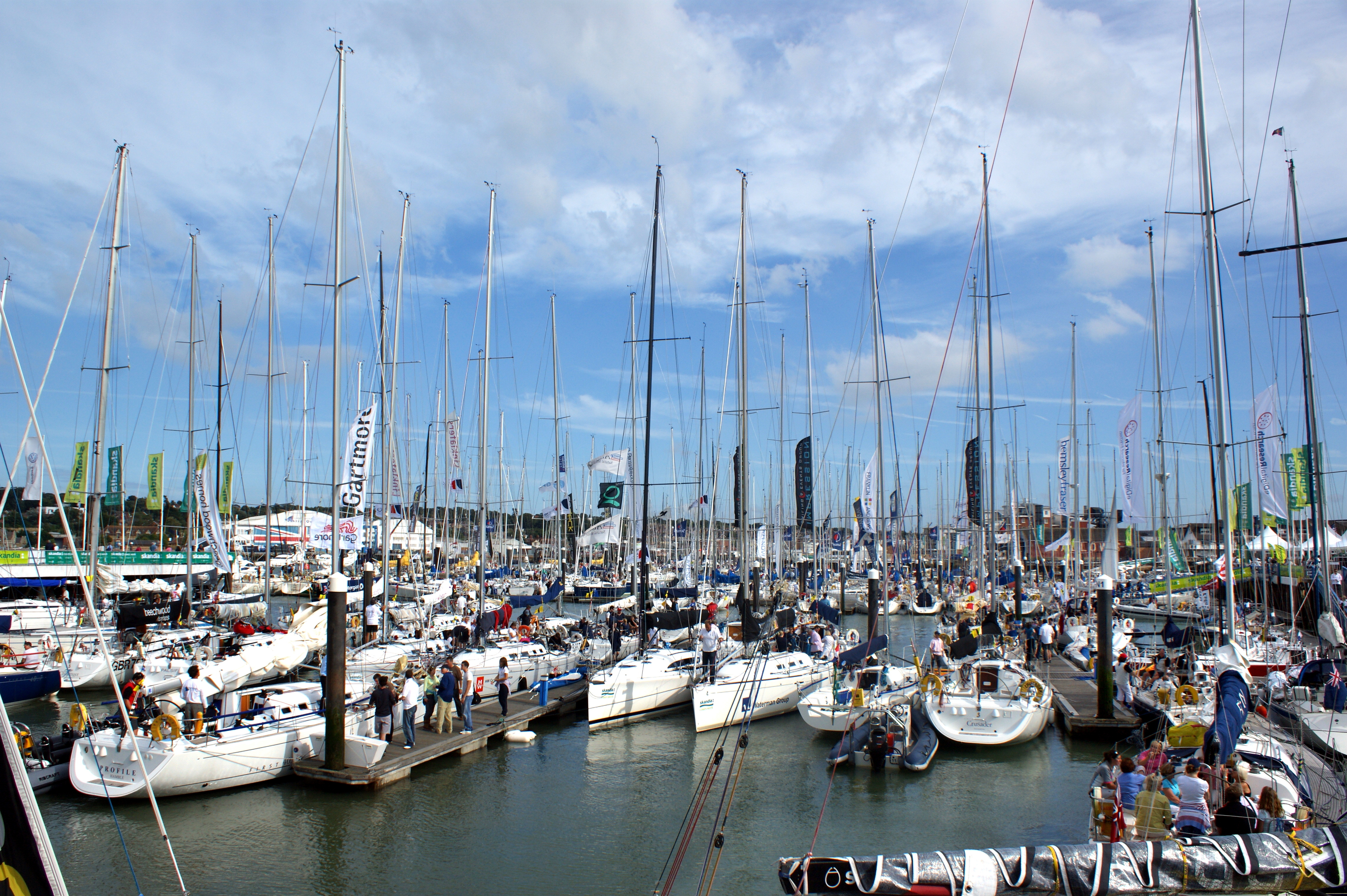
Der Yachthafen von Cowes während der Cowes Week im August 2008.

Größter Wirtschaftszweig ist der Schiffbau und die Segelmacherei. Beken of Cowes trägt bis heute mit Yachtfotografien zur Bekanntheit bei.
In East Cowes, einer eigenständigen Stadt mit rund 6.000 Einwohnern am gegenüberliegenden Ufer des Flusses Medina, besaß Königin Victoria die Sommerresidenz Osborne House. Ebenfalls in East Cowes befand sich auch der Firmensitz und die Produktion der Firma Saunders-Roe, die Flugboote gefertigt hat. Diese beide Städte sind mit einer Kettenfähre verbunden.

## Persönlichkeiten

### Söhne und Töchter der Stadt
- Thomas Arnold (1795–1842), Theologe und Pädagoge
- Beken of Cowes, ab 1888 ansässige Familie von Pharmazeuten und Yachtfotografen
- Frederick Hughes (1866–1956), Regattasegler
- William Attrill (1868–1939), Cricket- und Fußballspieler
- Uffa Fox (1898–1972), Segler, Yachtkonstrukteur und Bootsbauer
- Colin Ratsey (1906–1984), Regattasegler
- Jeremy Irons (* 1948), Schauspieler
- Declan Ronan Lang (* 1950), römisch-katholischer Geistlicher, Bischof von Clifton
- Mark King (* 1958), Bassist und Leader der Band Level 42